# Bruxelles2
 (juin 2019).
Si vous disposez d'ouvrages ou d'articles de référence ou si vous connaissez des sites web de qualité traitant du thème abordé ici, merci de compléter l'article en donnant les références utiles à sa vérifiabilité et en les liant à la section « Notes et références ».
Bruxelles2, abrégé B2, est un site web d'information consacré à l'« Europe politique ». Fondé par un journaliste correspondant à Bruxelles Nicolas Gros-Verheyde, sous forme de blog journalistique, il s'est peu à peu transformé en une source d'informations spécialisées.

## Description

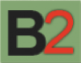
Logo de B2.

B2 est un média d'information francophone consacré aux questions stratégiques et de défense du continent européen, la diplomatie européenne et les missions de maintien de la paix déployées par l'Union européenne à travers le monde. 
B2 a une petite équipe, placée aux points stratégiques, à Bruxelles, Paris et Berlin, auprès des principales sources d'information européennes (Commission, Parlement, Conseil, SEAE, OTAN, etc.). L'approche reste journalistique, avec un souci de bien cerner les sujets, de dégager l'essentiel, en évitant tout propos de jargon. 
Il est indépendant de tout parti politique ou gouvernement national ainsi que des institutions européennes. Le nom de « Bruxelles2 »[réf. souhaitée] a d'ailleurs été donné comme une double référence au Bruxelles « officiel » et Bruxelles « décide ». 
Alimenté plusieurs fois par jour, B2 souhaite informer « à la croisée du militaire, de la politique, de la diplomatie et de l’économie ».

## Contenu
Le blog comprend trois sections : l'une grand public (le blog), l'autre payante (B2 Pro) et une troisième à visée plus pédagogique (le Quezako).

## Sources